# Kapella (Schiff)
Die Kapella war ein 1967 in Dienst gestelltes Fährschiff der finnischen Reederei Viking Line für den Einsatz zwischen Naantali, Mariehamn und Kapellskär. Das Schiff blieb bis 1979 im Einsatz, ehe es als Nissos Chios nach Griechenland verkauft wurde und dort noch bis 1994 im Dienst verblieb. 2006 wurde die Fähre im türkischen Aliağa abgewrackt.

## Geschichte
Die Kapella wurde am 27. Juli 1965 von der Viking Line zu einem Preis von 16 Millionen Schwedischen Kronen bestellt und lief am 11. September 1966 in der Werft von Brodogradiliste Titovo in Kraljevica unter der Baunummer 381 vom Stapel. Die Ablieferung an die Reederei erfolgte am 10. April 1967. Nach der Überführung nach Finnland konnte das Schiff am 4. September 1967 den Dienst zwischen Naantali, Mariehamn und Kapellskär aufnehmen.
Am 13. November 1967 brach in der Sauna der Kapella ein Brand aus, der jedoch von der Crew mit bordeigenen Mitteln gelöscht werden konnte. Ein weiterer Vorfall ereignete sich im März 1969, als das Schiff einen Maschinenschaden erlitt und zur Reparatur nach Stockholm geschleppt werden musste. Am 15. September desselben Jahres lief die Kapella auf Grund und fiel deswegen reparaturbedingt bis Dezember 1969 aus.
Am 5. Juli 1978 kam das Schiff der ebenfalls zur Viking Line gehörenden, am Tag zuvor auf Grund gelaufenen Fähre Diana zur Hilfe. Die Kapella legte seitwärts am havarierten Schiff an und übernahm dessen Passagiere.
Am 7. Juni 1979 absolvierte die Kapella ihre letzte Überfahrt für die Viking Line. Anschließend ging sie unter dem Namen Nissos Chios nach Griechenland und wurde dort ab Juli 1979 als einziges Schiff der Chios Shipping Company zwischen Rafina und Chios eingesetzt.
1982 wechselte die Nissos Chios auf die Strecke von Piräus nach Chios und Lesbos. Am 31. Mai 1982 kollidierte sie im Hafen von Chios mit der Kaimauer und wurde leicht beschädigt. 1985 gab die in finanzielle Schwierigkeiten gekommene Chios Shipping Company den unrentablen Dienst auf, das Schiff war fortan für die Reederei Hellinikki Actoploia auf derselben Strecke im Einsatz.
Am 14. September 1994 erlitt die Nissos Chios einen Maschinenschaden und wurde daraufhin in Piräus aufgelegt. Das Schiff verbrachte mehrere Jahre in Piräus, ohne wieder in den Dienst zurückzukehren. Im September 2005 bekam die Fähre Schlagseite und drohte zu sinken. Im Mai 2006 wurde die Nissos Chios schließlich nach fast 12 Jahren ungenutzter Liegezeit an eine Abwrackwerft im türkischen Aliağa verkauft, wo sie am 2. Juni 2006 eintraf und am 6. Juni zum Abbruch auf den Strand gezogen wurde.